# Скотт, Алан (офтальмолог)
Алан Браун Скотт (англ. Alan Brown Scott; 13 июля 1932 — 16 декабря 2021) — американский офтальмолог, специализировавшийся на глазных мышцах и их нарушениях, таких как косоглазие. Разработал и производил препарат, ныне известный как ботокс, применение которого в офтальмологии считается «новаторским».
Первоначально Скотт разработал ботулинический нейротоксин типа А для лечения косоглазия, назвав его Oculinum™ («выравниватель для глаз»). Он был вдохновлён перспективой превратить «смертельный яд в чудодейственное лекарство от малоизвестных, но разрушительных глазных болезней». Косметическое применение не являлось целью и было обнаружено случайно при применении в офтальмологии.
Ботокс, получивший название «медицинский ответ стягиванию», оказался эффективным при мышечных спазмах и контрактурах, сильном потоотделении и слюнотечении, мигренях, недержании мочи и многих других расстройствах. В поисках новых способов помочь своим пациентам Скотт добился многих фундаментальных научных открытий, касающихся глазных мышц, их координации и возможности модификации.
Скотт хотел лечить косоглазие простой недорогой инъекцией, а не обычной операцией под общим наркозом. Чтобы добраться до мышц позади глаза для инъекции, Скотт и его коллеги разработали инъекцию под контролем ЭМГ, которая отслеживает мышечную активность для выбора направления укола.

## Биография
Скотт учился в медицинской школе Калифорнийского университета в Сан-Франциско, которую окончил в 1956 году. Он стажировался в Университете Миннесоты по хирургии (1956—1957), где также прошел ординатуру (1957—1958) по нейрохирургии. Скотт прошел ординатуру по офтальмологии в Медицинском центре Стэнфордского университета (1958—1961).

## Профессиональный опыт
Скотт работал старшим научным сотрудником Исследовательского института глаза Смита-Кеттлуэлла с 1961 по 2013 год и директором с 1982 по 2004 год. С 1997 по 2006 год он также занимал должность в Калифорнийском тихоокеанском медицинском центре. Он основал Фонд исследования косоглазия в Сан-Франциско и с 2013 года занимал должности директора и старшего научного сотрудника. Он также работал старшим научным сотрудником Eidactics с 2013 года.
Скотт опубликовал множество статей на тему косоглазия.

## Основные научные результаты

### Лечение ботулотоксином глазных мышц
Косоглазие — это нарушение движения и выравнивания глаз, вызванное дисбалансом в действиях мышц, вращающих глаза. Во многих случаях этот дисбаланс можно исправить, ослабив мышцу, в которой слишком сильное натяжение, или натяжение которой нормальное, но подавляет противоположную мышцу, ослабленную болезнью или травмой. Обычные методы лечения являются хирургическими, которые восстанавливают баланс путем компенсаторного нарушения: ткань удаляется, чтобы натянуть мышцу, и мышцы перемещаются, чтобы расслабить их.
Мышцы адаптируются к длине, на которой они хронически удерживаются, поэтому, если парализованная мышца растягивается ее антагонистом, она становится длиннее, а антагонист укорачивается, вызывая постоянный эффект. При хорошем бинокулярном зрении мозговой механизм моторного слияния (который направляет глаза на цель) помогает стабилизировать скорректированное выравнивание.
Хирургия косоглазия имеет нежелательный побочный эффект в виде рубцевания, что затрудняет часто необходимые последующие операции и в целом может нарушить механику глаза. Поэтому были опробованы нехирургические инъекционные методы лечения с использованием различных анестетиков, спиртов, ферментов, блокаторов ферментов и нейротоксинов змей. Наконец, вдохновленные исследованием на цыплятах в Университете Джонса Хопкинса, доктор Скотт и его коллеги ввели ботулинический токсин в экстраокулярные мышцы обезьяны. Результат был замечательным: несколько пикограммов вызывали паралич, строго ограниченный выбранной для укола мышцей, продолжительный и без побочных эффектов.
Ботокс образуется спорами бактерий Clostridium botulinum, которые естественным образом встречаются в отложениях, а также в кишечном тракте некоторых животных и рыб. Препарат связывается с рецепторами скелетных мышц, нервных окончаний, головного мозга и некоторых гладких мышц, предотвращая высвобождение нейромедиатора ацетилхолина. Блокируя нервы от отправки сигналов к мышцам для сокращения, Ботокс по существу временно парализует мышцы. После разработки методов приготовления токсина и обеспечения его стерильности, эффективности и безопасности Скотт получил одобрение FDA для использования в исследованиях и начал производить его в своей лаборатории в Сан-Франциско. Он ввёл ботокс первым пациентам с косоглазием в 1977 году, сообщил о его клинической полезности и вскоре обучил сотни офтальмологов инъекциям препарата под контролем ЭМГ препарата, который он назвал OculinumTM («выравниватель для глаз»).
Основываясь на данных о тысячах пациентов, собранных 240 исследователями, в соответствии с Законом США об орфанных препаратах 1983 года Скотт получил одобрение FDA в 1989 году на продажу Oculinum для клинического использования в Соединенных Штатах для лечения косоглазия и блефароспазма у взрослых. С широким признанием OculinumTM д-ру Скотту пришлось «решить, хочет ли он заниматься фармацевтическим бизнесом или быть ученым-исследователем».
Поэтому в 1991 году он продал права на лекарство фармацевтической компании Allergan, которая переименовала его в Botox®.
Компания Allergan, занимающаяся продажей средств по уходу за глазами, приобрела права на Oculinum для обслуживания «нишевой популяции» пациентов со косоглазием за 9 миллионов долларов. Ботокс получил одобрение FDA для косметических процедур в 2002 году. Однако большая часть продаж препарата приходится на терапевтическое лечение.

### Лечение ботулотоксином других мышечных заболеваний
К 1982 году вводили инъекции в глазные мышцы при косоглазии и нистагме (резкие, непроизвольные движения глаз), в мышцы век — при ретракции и блефароспазме (устойчивые непроизвольные сокращения мышц вокруг глаза), в лицевые мышцы — при гемифациальном спазме, в мышцы конечностей — при дистонии (устойчивый мышечный спазм), как и предлагалось в исследовании Скотта 1973 года.
Скотт также сделал первые инъекции для лечения случаев болезненного спастического скручивания шеи, известного как кривошея, но было трудно убедить специалистов в том, что те же характеристики, которые делают проглоченный ботулотоксин настолько смертельным, в то же время делают его безопасным при внутримышечном применении, и ни один врач не стал бы пробовать ботокс для лечения мышечных контрактур при инсульте, дистонии, кривошеи или церебральном параличе, пока Л. Эндрю Коман из Университета Уэйк Форест в Северной Каролине не применил его впервые для лечения спазмов ног у детей при церебральном параличе.
Группы пациентов быстро распространили информацию о том, что теперь существуют эффективные методы лечения ранее неизлечимых нарушений моторики, таких как блефароспазм, который может привести к функциональной слепоте, несмотря на нормальную зрительную систему. Пациенты с кривошеей обнаружили, что их боль может быть заметно уменьшена, подвижность увеличена, а положение головы улучшено с помощью инъекции токсина. Но в 1986 году компания Скотта Oculinum Inc, дистрибьютор ботулинического токсина, не смогла добиться страхования ответственности за качество продукции и больше не могла поставлять препарат. По мере того, как запасы истощались, пациенты, привыкшие полагаться на периодические инъекции, впадали в отчаяние. В течение 4 месяцев, в ожидании разрешения проблемы, американские пациенты с блефароспазмом ездили в канадские офтальмологические центры для инъекций.

### Электроуправляемый впрыск
Точно направленные инъекции в глазные мышцы полезны как для диагностики, так и для лечения, но тела 6 мышц, которые вращают глаз, лежат близко друг к другу, прилегают к глазному яблоку и обычно не видны. Поэтому Скотт и его коллеги разработали инъекцию под контролем ЭМГ — систему, в которой используется игла для подкожных инъекций, регистрирующая электрическую активность мышцы (электромиография или ЭМГ) на ее кончике. Иглу вводят под местной анестезией, и, когда бодрствующий пациент смотрит в разные стороны, картина мышечной активности, воспроизводимая через динамик, указывает, когда игла достигает целевой мышцы, и затем вводится лекарство.
Если пациент не в сознании, ЭМГ, связанная с движением, не может быть записана. Поэтому Скотт и его коллеги разработали другую систему, в которой инъекционная игла стимулирует, а не записывает характерные движения глаз, которые идентифицируют мышцу, в которую помещена игла.

### Укрепление глазных мышц
Инъекция ботокса может ослабить и удлинить мышцы, но слабые, растянутые мышцы часто являются основной проблемой при косоглазии. Поэтому Скотт разрабатывал анестетик бупивакаин в виде инъекций для укрепления и сокращения слабых мышц. Инъекция бупивакаина нагружает мышцу и запускает процесс роста, аналогичный тому, как упражнения с нагрузкой развивают скелетные мышцы.
Клинические исследования, проведенные за последнее десятилетие, показали, что инъекция бупивакаина в слабую мышцу имеет синергетический эффект с инъекцией ботокса в противоположную мышцу, что приводит к постоянному излечению косоглазия во многих других случаях. В настоящее время проводятся лабораторные исследования, чтобы лучше понять клеточные эффекты инъекции бупивакаина.

### Блефароспазм
Блефароспазм — это неконтролируемое закрытие глаз, которое может привести к функциональной слепоте больных, несмотря на то, что сама зрительная система в норме. Причина неизвестна, и она может присутствовать с рождения или развиться в более позднем возрасте. Инъекция ботокса может облегчить спазмы, но пациенты не могут открыть глаза или держать их открытыми. Хирургическое поднятие век является текущим методом лечения, но статическое изменение положения нарушает нормальное моргание глаз и закрытие век. Электрическая стимуляция мышцы, поднимающей веко, могла бы дать этим пациентам полезное зрение и намного превосходила бы хирургию как в функциональном, так и в косметическом отношении.
Поэтому доктор Скотт и его коллеги разработали электроды, которые одновременно безопасны и эффективны при тестировании на животных. Имплантируемые генераторы импульсов, одобренные для других применений, подходят для питания и управления этими электродами.

### Прагматическая медицина
Скотт хотел, чтобы его исследования были «непосредственно полезными для людей». «Еще предстоит решить интересные и сложные проблемы, — пояснил он, — а я практикующий врач и сталкиваюсь с ними каждый день».
Однородные популяции пациентов и стандартизированные методы контролируемого, так называемого, «объяснительного» исследования действительно необходимы для проверки научных гипотез и нахождения небольших различий. Но объяснительные исследования относятся к пациентам скорее как к средству, чем как к цели. «Прагматические исследования», такие как у Скотта, изучают типичных, а не избранных пациентов, и предлагают лечение, адаптированное к потребностям пациентов, а не стандартизированное тестовое лечение. Такие исследования иногда считаются только предварительными, но результаты прагматических исследований можно обобщить на более широкие группы пациентов, более широкие варианты лечения и, скорее всего, иметь реальное значение при принятии решений о том, как лучше всего помочь людям.

## Личная жизнь и смерть
Скотт умер 16 декабря 2021 года в возрасте 89 лет.

## Награды
- Фи Бета Каппа (Калифорнийский университет в Беркли)
- Медаль Linksz (Международная ассоциация косоглазия)
- Медаль Проктора (Ассоциация исследований в области зрения и офтальмологии)
- Лекция Костенбадера (Американская ассоциация детской офтальмологии и косоглазия)
- Серебряная медаль Паркса (Американская ассоциация детской офтальмологии и косоглазия)
- Премия за заслуги перед жизнью (Международная ассоциация токсинов)
- Премия Senior Honor Award (Американская академия офтальмологии)
- Зал славы ассоциации офтальмологии (2016)[3].